# 海南越桔
海南越桔（学名：Vaccinium hainanense）为杜鹃花科越桔属下的一个种。

## 扩展阅读
- 維基物種上的相關：海南越桔